# Tartagal
Tartagal es una ciudad del norte de Argentina, en la provincia de Salta. Se encuentra emplazada en la selva de las Yungas, al pie de las serranías subandinas hacia el oeste y las llanuras del chaco salteño hacia el este. Está situada al noreste de la provincia, en el Departamento General José de San Martín, del cual es cabecera. Esta ubicación la dota de una gran variedad de flora y fauna, y su territorio está habitado por ocho etnias de comunidades originarias. Se destaca la amplia densidad de árboles de gran tamaño en sus calles y plazas, como mangos, algarrobos y lapachos. Es una de los pocas lugares del mundo donde el guacamayo verde no está extinto en vida silvestre.
Por su economía, es la tercera ciudad en importancia de la provincia, después de Orán, y la capital. Se destaca como un centro de extracción petrolera y gasífera, y además cuenta con una fuerte actividad en los sectores maderero y agropecuario.
Se encuentra ubicada a 365 km de la capital provincial, Salta; a 57 km al sur de la frontera con Bolivia; a 103 km de la frontera con Paraguay; y a 1736 km de Buenos Aires. Tartagal está conectada con el resto de la provincia y del país por medio de la Ruta Nacional 34, la Ruta Nacional 86 y mediante el aeropuerto de General Mosconi.
Tartagal aloja una sede regional de la Universidad Nacional de Salta y de la Universidad Católica de Salta. Cuenta también con centros de aprendizaje de las universidades Siglo 21 y Blas Pascal.

## Toponimia
La localidad adopta el nombre de Tartagal debido a la gran cantidad de plantas de tártago que se encuentran en la zona con cuyas semillas se produce el aceite de ricino.

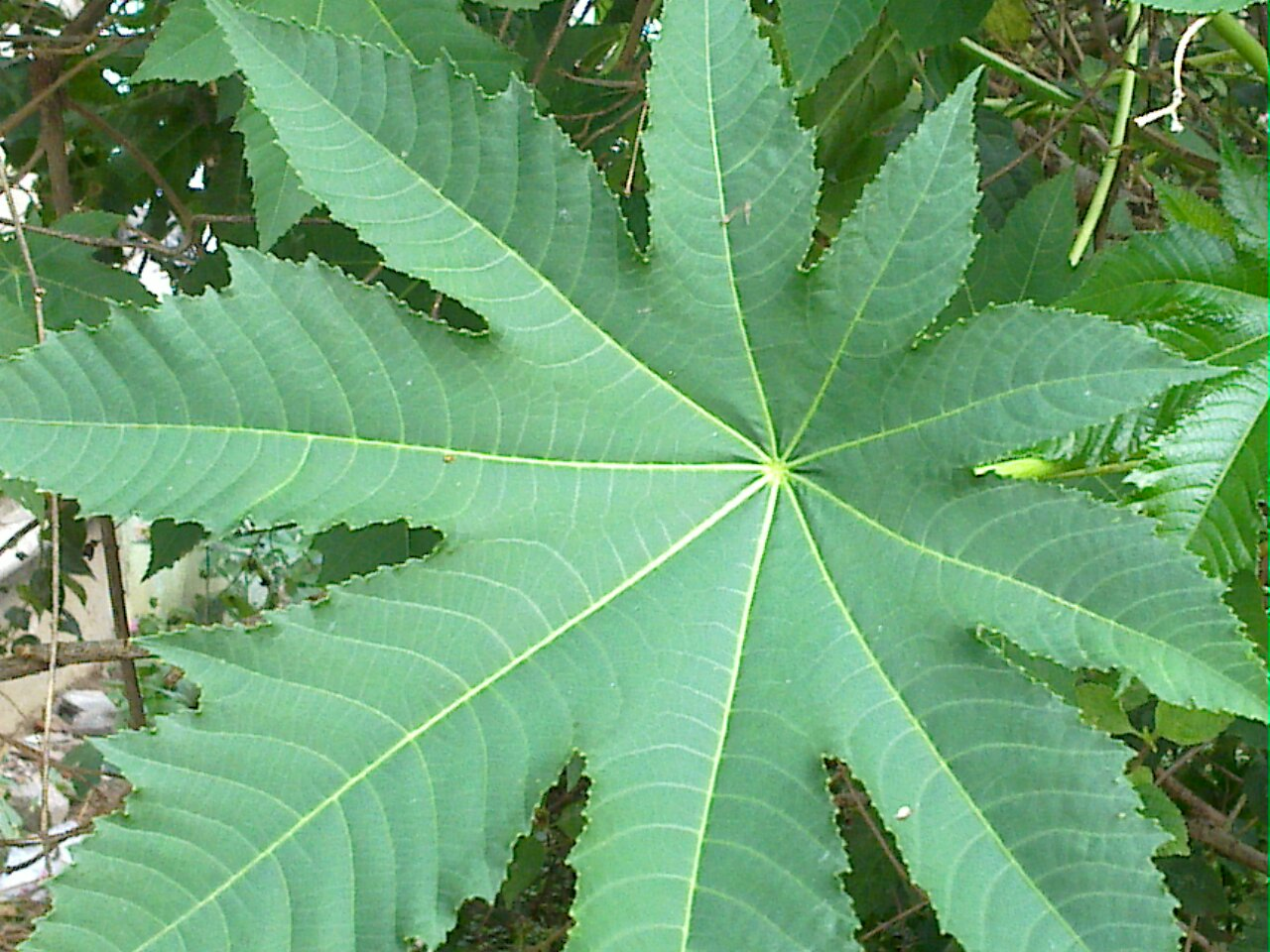
Una hoja de tártago, planta que le da el nombre a la ciudad. Se encuentra representada en su escudo.

## Historia

### Un pueblo sin fundación
No existió una fecha de fundación formal de Tartagal. Este lugar nació como pueblo, según los primeros registros, a mediados del siglo XIX, siendo mencionado en documentos oficiales con la designación de "El Tartagal" por primera vez en 1858. Anteriormente era llamado por los nativos de la zona con el nombre Ñancahuasu (vocablo guaraní que significa "quebrada grande"). En esta época los límites no estaban definidos. Según autores bolivianos, pertenecía a esta soberanía y figuraba como parte integrante de la provincia de Salinas, departamento de Tarija; pero también se encuentran menciones en bibliografía argentina, destacándose como perteneciente a la provincia de Salta. Los límites se fijaron por acuerdos en 1889 y oficialmente recién hasta inicios del siglo XX.
En el año 1954 la municipalidad estaba interesada en investigar y determinar una fecha de fundación. El entonces interventor municipal Severo Gorgino Cáceres Cano le encomendó a Julio Andrés Ferreyra, un aficionado a la investigación etnográfica e histórica, que indague este dato. El historiador concluyó su trabajo indicando la fundación de Tartagal en el día 13 de junio del año 1924, coincidiendo con el día de San Antonio, santo patrono de la ciudad. En la investigación nunca se presentó respaldo histórico y los criterios del historiador son desconocidos. A pesar de las numerosas menciones de Tartagal en la literatura de finales del siglo XIX, dicha fecha bastante posterior igualmente fue fijada por el interventor mediante resolución municipal. Hasta el día de hoy permanece incorrectamente como referencia para los festejos de aniversario.

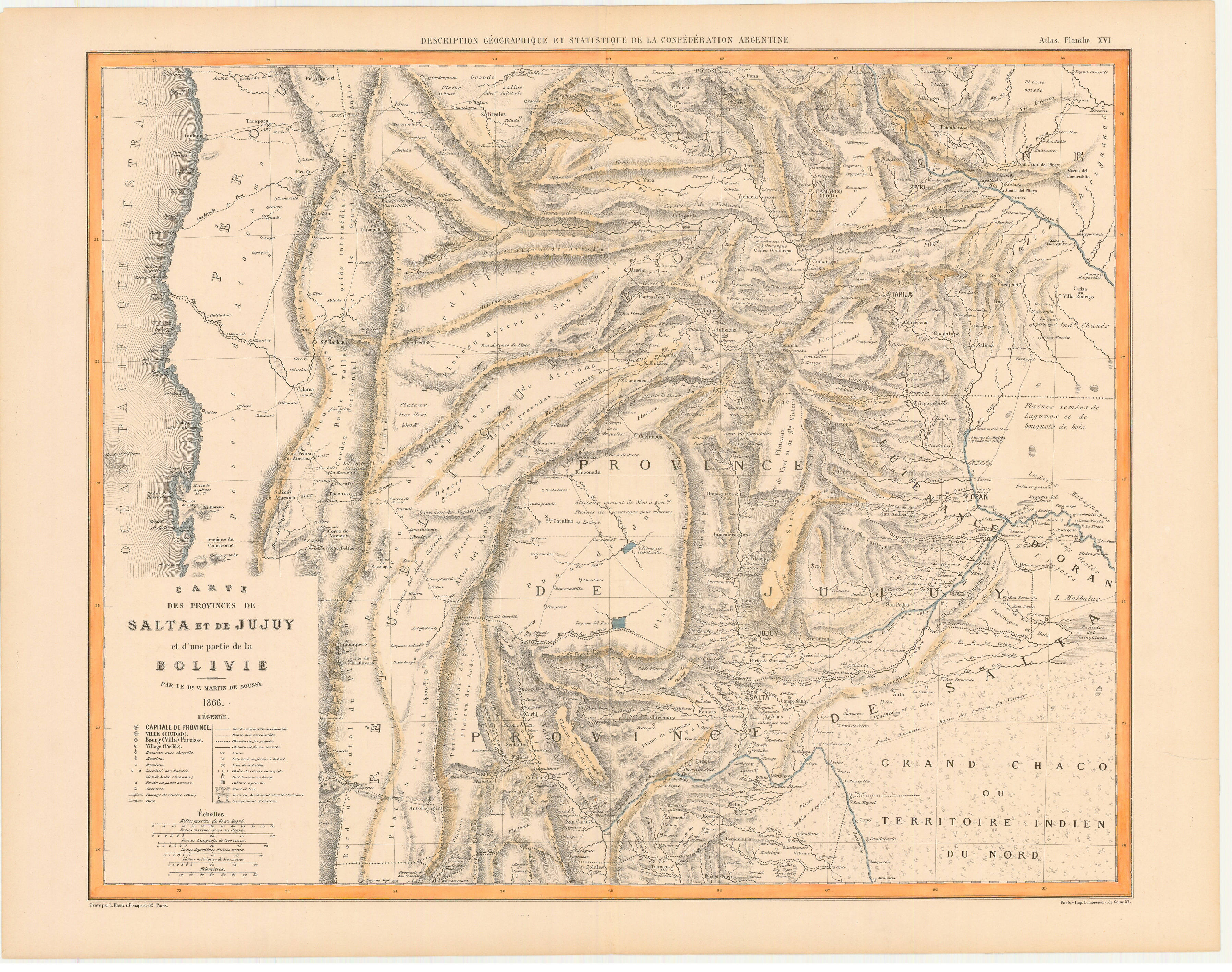
Mapa de Salta y Jujuy del año 1866 donde se observa la localidad de Tartagal, ya existente en esa época, en la esquina superior derecha. [https://cartotecadigital.icgc.cat/digital/collection/america/id/599/rec/30 Ampliar.

### Las Misiones Franciscanas
Con el objetivo de evangelizar a las poblaciones originarias, en julio de 1860 Los Padres Franciscanos del Colegio de Propaganda Fide de Tarija fundaron la Misión del Tartagal, la cual estaba ubicada en el sector sudoeste de la actual ciudad. Esta misión sufrió un incendio el 1 de noviembre de 1891 por lo que no cumplió su cometido y fue abandonada. 
Años más tarde, a la vera del camino carril que corría al pie de las estribaciones serranas empezaron a asentarse, primeramente los antiguos pobladores de la desaparecida misión, más otros provenientes del vecino país. Así se constituyó una primera población de la aldea, viviendas precarias de adobe y barro.
La presencia franciscana continuó con la fundación en 1924 por el padre Gabriel Tommasini , del Centro Misionero Franciscano en el naciente pueblo de Tartagal, que años más tarde se convirtió en la sede central de todas las misiones en el extremo norte de la provincia de Salta. En 1942 se fundó la Misión de La Loma en las afueras de Tartagal, en el actual barrio homónimo. En 1945 se finalizó la construcción de la capilla San Francisco Solano, sede de dicha misión, convirtiéndose en uno de los edificios históricos emblemáticos de la ciudad.

### Expediciones científicas y militares para definir los límites
A fines del siglo XIX, la República Argentina tenía ya la mayoría de sus límites definidos. Faltaban todavía algunas zonas inhóspitas sobre las que no se tenía control. Tartagal era una de ellas, que a pesar de su difícil acceso era de interés debido a su conexión con Bolivia para el comercio. Por lo tanto, el Ejército Argentino emprende la Conquista del Chaco, con la cual el Estado Nacional domina a los pobladores originarios y extiende su autoridad en la zona, la que pasa a formar parte de la provincia de Salta. 
Las expediciones al Chaco iban acompañadas por un grupo de científicos cuya misión era el reconocimiento de las condiciones geográficas, geológicas, climáticas y especialmente de la flora y fauna. Uno de ellos era el doctor en ciencias naturales de origen español Leopoldo Arnaud, quien describe con interesantes detalles en su crónica publicada en 1889 "Del Timbó al Tartagal: impresiones de un viaje á través del Gran Chaco" cómo era la agreste vida en este paraje. Menciona la dificultad para acceder a la zona, a la ya en declive misión franciscana, y el pequeño comercio de caña de azúcar, aguardiente, hortalizas y "productos de uso doméstico" donde trabajaban tanto criollos como matacos y chiriguanos. Menciona la existencia de casas de adobe en mal estado, ranchos indígenas y un almacén que surtía a precios muy elevados. Cita varios recursos naturales como las especies de árboles y grandes extensiones de suelo apto para agricultura y ganado, explicando que no eran aprovechados correctamente. Incluso registró manantiales de petróleo, por lo que se lo considera el primer descubridor de este recurso en Tartagal.
Por acuerdos directos en 1889, Tarija y sus zonas adyacentes hasta Yacuiba continuaron bajo la soberanía boliviana. Con algunos conflictos entre los pobladores, el límite se fijó en el paralelo 22 sur hasta el Río Pilcomayo, pasando a formar parte de la República Argentina las localidades al sur de la Quebrada de Pocitos, incluyendo Tartagal. El 9 de julio de 1925 se firmó el tratado definitivo de límites entre ambos países.

### Vías de comunicación
Más tarde se extendieron los ferrocarriles, llevando cientos de trabajadores al pueblo, que terminarían fijando allí residencia y comenzando un paulatino desarrollo urbano. En las postrimerías del año 1923, los rieles llegaban a orillas del río Tartagal, facilitando el transporte y las comunicaciones, en los primeros meses de 1923 se inició el recorrido del tren balasto en el que se autorizaba el transporte de pasajeros y cargas hasta el río Tartagal. Poco después, mientras se daba comienzo a los trabajos previos de la estructuración del puente metálico se fue construyendo la estación, la cual no se habilitó sino hasta el 22 de diciembre de 1927. Se la bautizó con el nombre de Manuela Pedraza. El origen del nombre es incierto, aunque existe una versión basada en la investigación histórica de Alejandro Pojasi. Esta versión señala que entre los años 1895 y 1920, habitaba a orillas del Río Tartagal una generosa y hospitalaria mujer con ese nombre, quien daba albergue y comida a los viajeros que atravesaban la zona.

### El petróleo, combustible de la economía del pueblo
A finales del siglo XIX se descubrió que manantiales de petróleo brotaban de la tierra en Las Lomitas, a pocos kilómetros del caserío tartagalense. Sin embargo, se le restó importancia por ser considerada poca cantidad. No fue hasta principios del siglo XX que con la llegada de empresas extranjeras, se empezaron a explotar importantes yacimientos de petróleo. La cuenca llegó a representar el 25% de la producción total del país y cerca del 16% de la producción total de gas.
Simultáneamente a la llegada de vías y durmientes, la ciudad recibió una fuerte corriente migratoria desde Bolivia, debido a la instalación en la zona de las oficinas de la Standard Oil Company, luego conocida por el nombre de ESSO, empresa atraída por el descubrimiento de las cuencas petrolíferas y de la extracción de los hidrocarburos.
La empresa nacional Yacimientos Petrolíferos Fiscales (YPF), fundada por el presidente Hipólito Yrigoyen , y fuertemente valorizada durante los gobiernos de Juan Domingo Perón entre los años '40 y '50, fue desplazando paulatinamente a la Standard Oil.
En 1992, el presidente Carlos Menem decidió privatizar la exploración, extracción y exportación de petróleo y gas, que de esta forma pasó principalmente a manos de la española Repsol. 

### Desastres naturales
A principios de 2006, una crecida del río Tartagal provocó importantes destrozos, y el 9 de febrero de 2009 la situación se repitió causando al menos 2 muertos, y graves daños en la infraestructura de la ciudad.

## Turismo y Cultura
La ciudad forma parte del circuito Norte Verde dentro de la provincia de Salta. Cuenta todos los servicios básicos para el turista, y con una moderada oferta turística, constantemente en expansión.

### Actividades
Una de las principales atracciones son los cautivadores paisajes naturales de la selva de Yungas, donde los visitantes pueden realizar actividades de turismo aventura como trekking, kayak, mountain bike y senderismo.
También, se pueden encontrar ofertas de turismo rural comunitario, donde los viajeros conocen y se adentran en la historia, cultura y formas de vida de algunas comunidades originarias. Se realizan actividades guiadas como la molienda de caña de azúcar y pintura de máscaras ceremoniales. También, degustación de platos típicos como humitas, tamales y mote de maíz; con jugos naturales de frutas tropicales como mango y maracuyá.
Tartagal cuenta con reconocidos eventos de enduro y de ciclismo; el Sun's Race y la Clásica San Antonio, que atraen a miles de competidores y turistas anualmente.
Algunas actividades están disponibles solamente en ciertas épocas del año. La Municipalidad cuenta con una línea de WhatsApp de información turística disponible al público para consultas.
La oferta hotelera es variada, encontrándose desde alojamientos familiares hasta hoteles de 4 estrellas. La gastronomía tiene un polo central en los alrededores de la plaza principal, habiendo opciones como restaurantes regionales, cafés, bares, patios cerveceros y pubs.

### Cultura
Las innumerables culturas derivadas de la heterogeneidad de la población enriquecen las calles, las costumbres y la idiosincrasia local. Algunos de los pueblos que conforman la comunidad son las ocho etnias originarias, y sus influencias tanto chaqueñas como andinas. También, los inmigrantes de varias nacionalidades y sus descendientes (destacando en particular las colectividades bolivianas, españolas y siriolibanesas), entre muchos otros.
La principal manifestación cultural se da durante los carnavales de febrero. El Corso Color es una exhibición orgullosa del folclore originario, chaqueño, andino, argentino, árabe y más, todos presentes en colectividades locales. Los participantes desfilan con carrozas, vestimentas y bailes al ritmo de melodías típicas de cada agrupación. Durante esta época, también se organizan eventos en los que se juega con lanzanieves, agua, barro y pintura, al mismo tiempo que se bailan ritmos tropicales de diversos géneros.
Algunas otras costumbres que disfrutan los locales, además de las principales argentinas como el mate, el asado y el fútbol; son las relacionadas con el aire libre y la naturaleza. Es común la pesca recreativa entre amigos, quienes muchas veces se trasladan largas distancias en busca de monte y lugar para acampar. 
Algunas de las comidas típicas son los tamales de charqui, mote y humitas. Estas últimas son ligeramente diferentes a las que se encuentran en otros lugares de Salta; se preparan sólo con maíz, un queso local llamado "chaqueño", y a veces albahaca y leche. Generalmente, no es del gusto de los locales agregarles cebolla, morrón o condimentos fuertes.
El mate se acompaña generalmente con panes caseros de maíz o de trigo, con o sin chicharrón, además de las empanadas de queso.
Por lo general, las actividades cotidianas de los tartagalenses inician por la mañana para luego interrumpirse llegado el mediodía, debido a las altas temperaturas. Es común que los comercios y establecimientos de ocio cierren y las calles se vean desiertas durante las horas más calurosas, ya que los habitantes generalmente prefieren descansar en sus hogares. Cuando la fuerza del sol comienza a descender en las últimas horas de la tarde, se reanima el movimiento en las calles, y las actividades continúan hasta tarde por la noche. Esta costumbre forma parte del estilo de vida local y se mantiene durante todo el año.

### Cuándo visitar
La mejor época para visitar es de marzo a noviembre, debido a que los días de lluvia descienden considerablemente y se evitan las altas temperaturas del verano. Sin embargo, siempre es posible visitar la ciudad en cualquier momento del año. Es recomendable mantener la hidratación y utilizar siempre protector solar, gorra y repelente de insectos. Estos últimos suelen ser abundantes sobre todo en áreas rurales.

### Principales puntos de interés
- Plaza San Martín. Ubicada en el centro de Tartagal, es sede de espectáculos ocasionales, generalmente folklóricos. Los fines de semana son habituales las ferias con puestos de artesanías, antigüedades y gastronómicos. Cuenta con una oficina de informes turísticos. En sus alrededores está la principal zona comercial y gastronómica.
- Centro Cultural de los Pueblos Originarios y Casa de la Cultura. Güemes y Alberdi. La primera alberga objetos históricos y obras de arte indígenas en un recorrido a modo de museo acerca de las comunidades originarias, dando a conocer su historia y cultura. En ambas se desarrollan actividades como talleres de alfarería y costura, exposiciones, actos, obras de teatros, musicales, obras de danzas, entre otros.[13]
- Estación Manuela Pedraza. Histórica estación de trenes. En sus alrededores se celebra el Corso Color en febrero. El resto del año, se realizan ferias artesanas y gastronómicas los fines de semana.
- Capilla San Francisco Solano. En el barrio de La Loma, se emplaza sobre una colina esta antigua capilla de adobe de característico color rosa. Su predio es un mirador hacia la ciudad, desde donde se destaca su gran densidad de árboles de gran tamaño por sobre los edificios. En sus alrededores hay espacios verdes de esparcimiento.
- Yariguarenda, a 10 km del centro de la ciudad. Se encuentra el Santuario Virgen de la Peña, hogar de una comunidad franciscana con una pintoresca iglesia, y sede de la fiesta de la Virgen homónima.[14] Dentro del santuario hay circuitos de senderismo, alquiler de bicicletas y camping con parrillas en la naturaleza. Uno de ellos conduce a una pequeña vertiente natural, popularmente conocida como "El Chorro". Fuera del santuario hay un sendero guiado interpretado por integrantes de comunidades originarias, donde se profundiza sobre la cultura y naturaleza del lugar. Se visitan plantaciones autóctonas, avistaje de aves y reconocimiento de flora y fauna. También los fines de semana se realizan ferias artesanales y de comidas regionales.

### Lugares cercanos
Tartagal también es un centro turístico y punto de partida para explorar otras localidades cercanas. En Aguaray se puede encontrar la Reserva Natural Acambuco, emplazada en un pequeño valle en medio de las Sierras de San Antonio. Santa Victoria Este es un destino cercano para amantes de la pesca deportiva. También allí se realizan festivales folklóricos de importancia como el Tri Chaco y la fiesta de la Cultura Nativa, atrayendo numerosos visitantes durante su realización. Además, es habitual el turismo de compras en Salvador Mazza, dado que se encuentra en la frontera con Bolivia.

## Conectividad y Transporte

### Red vial y rutas
Tartagal y sus zonas aledañas tienen conectividad con el país y con el resto de la provincia mediante las siguientes rutas:
- Rutas Nacionales: La ciudad es atravesada de norte a sur por la RN 34 (su principal acceso, asfaltada en su totalidad). La RN 86 inicia aquí y es la principal vía con comunidades aborígenes del este (pavimentada hasta el barrio Roberto Romero. Proyectos de pavimentación en curso hasta Tonono). También se puede llegar desde Formosa y el Departamento Rivadavia por la RN 81.
- Rutas Provinciales: Desde General Mosconi por RP 63, comúnmente conocida como avenida Interurbana. Desde Santa Victoria Oeste por la RP 54 atravesando primero Aguaray. Desde Campamento Vespucio por la RP 142 pasando antes por Mosconi. Todas ellas pavimentadas en su totalidad.

### Transporte terrestre
- Urbano: La red de colectivos urbanos es operada principalmente por las empresas 13 de Junio y Urkupiña. Conectan la gran mayoría de barrios de la ciudad. La mayoría de las líneas realizan un recorrido central único y luego continúan su ruta habitual. Se utiliza la tarjeta Red Bus para estudiantes y pasajeros con subsidios. El boleto común aún se abona en efectivo. Remises también están disponibles, y se pueden abordar tanto en agencias como en la calle, cual taxi.
- Metropolitano: Operado principalmente por la empresa Urkupiña. Varias líneas conectan las principales localidades cercanas, como Salvador Mazza, Aguaray, Gral. Mosconi, Vespucio y Cornejo. También se abona en efectivo.
- Media y larga distancia: Se toman desde la Terminal de Ómnibus Alberto Abraham. Hay varias frecuencias diarias desde y hacia las ciudades de Salta, Jujuy, Tucumán, Córdoba y Buenos Aires. También, algunas frecuencias semanales para otras ciudades de importancia del país como Rosario, Mendoza, La Rioja, entre otras.

### Transporte aéreo
Su único aeropuerto se encuentra a 12 kilómetros del centro de la ciudad. A pesar de contar con una pista apta para aeronaves de gran porte, actualmente no recibe ninguna aerolínea comercial por lo que operan únicamente vuelos privados, militares y de Aviación Civil de Salta. Se puede llegar mediante vuelos comerciales al aeropuerto de Jujuy (274 km) o al de Salta (366 km) y luego tomar opciones de transporte terrestre (colectivos o taxis). Otra opción es aterrizar en la ciudad de Yacuiba, Bolivia (55 km), y cruzar la frontera.

### Transporte ferroviario
Por la zona pasa el antiguo ramal C-15 del ferrocarril Belgrano. No está en funcionamiento desde los años 90, por lo que no llegan trenes de carga ni de pasajeros. El alud del 2009 complicó más el regreso de los trenes debido a que la inundación destruyó el puente que cruzaba el río Tartagal.

## Clima
El clima de Tartagal es del tipo clima tropical húmedo con invierno seco (Cwa), de acuerdo con la clasificación climática de Köppen. Se caracteriza por tener veranos lluviosos, muy calurosos con días de hasta 44°C de máxima. Los inviernos son templados con pocos días de frío, llegando pocas veces por debajo de los 0°C. En esta estación las precipitaciones son casi nulas. 
| Parámetros climáticos promedio de Tartagal Aero, 1991-2020 | Parámetros climáticos promedio de Tartagal Aero, 1991-2020 | Parámetros climáticos promedio de Tartagal Aero, 1991-2020 | Parámetros climáticos promedio de Tartagal Aero, 1991-2020 | Parámetros climáticos promedio de Tartagal Aero, 1991-2020 | Parámetros climáticos promedio de Tartagal Aero, 1991-2020 | Parámetros climáticos promedio de Tartagal Aero, 1991-2020 | Parámetros climáticos promedio de Tartagal Aero, 1991-2020 | Parámetros climáticos promedio de Tartagal Aero, 1991-2020 | Parámetros climáticos promedio de Tartagal Aero, 1991-2020 | Parámetros climáticos promedio de Tartagal Aero, 1991-2020 | Parámetros climáticos promedio de Tartagal Aero, 1991-2020 | Parámetros climáticos promedio de Tartagal Aero, 1991-2020 | Parámetros climáticos promedio de Tartagal Aero, 1991-2020 |
| Mes                                                        | Ene.                                                       | Feb.                                                       | Mar.                                                       | Abr.                                                       | May.                                                       | Jun.                                                       | Jul.                                                       | Ago.                                                       | Sep.                                                       | Oct.                                                       | Nov.                                                       | Dic.                                                       | Anual                                                      |
| ---------------------------------------------------------- | ---------------------------------------------------------- | ---------------------------------------------------------- | ---------------------------------------------------------- | ---------------------------------------------------------- | ---------------------------------------------------------- | ---------------------------------------------------------- | ---------------------------------------------------------- | ---------------------------------------------------------- | ---------------------------------------------------------- | ---------------------------------------------------------- | ---------------------------------------------------------- | ---------------------------------------------------------- | ---------------------------------------------------------- |
| Temp. máx. abs. (°C)                                       | 42.2                                                       | 42.6                                                       | 39.6                                                       | 37.5                                                       | 35.6                                                       | 32.3                                                       | 37.0                                                       | 41.0                                                       | 43.0                                                       | 44.3                                                       | 44.0                                                       | 42.5                                                       | 44.3                                                       |
| Temp. máx. media (°C)                                      | 32.3                                                       | 31.0                                                       | 29.0                                                       | 26.1                                                       | 23.0                                                       | 21.5                                                       | 22.1                                                       | 26.0                                                       | 28.9                                                       | 31.4                                                       | 31.9                                                       | 32.5                                                       | 28.0                                                       |
| Temp. media (°C)                                           | 26.0                                                       | 24.9                                                       | 23.5                                                       | 20.9                                                       | 17.7                                                       | 15.4                                                       | 14.8                                                       | 17.9                                                       | 21.1                                                       | 24.4                                                       | 25.2                                                       | 26.0                                                       | 21.5                                                       |
| Temp. mín. media (°C)                                      | 20.8                                                       | 20.3                                                       | 19.5                                                       | 17.1                                                       | 13.6                                                       | 11.1                                                       | 9.3                                                        | 10.9                                                       | 14.1                                                       | 18.0                                                       | 19.1                                                       | 20.4                                                       | 16.2                                                       |
| Temp. mín. abs. (°C)                                       | 11.9                                                       | 11.2                                                       | 10.0                                                       | 4.5                                                        | 2.0                                                        | -2.6                                                       | -2.4                                                       | -3.3                                                       | 0.8                                                        | 5.2                                                        | 7.8                                                        | 11.2                                                       | -3.3                                                       |
| Precipitación total (mm)                                   | 193.2                                                      | 197.8                                                      | 164.5                                                      | 59.3                                                       | 24.4                                                       | 8.7                                                        | 4.0                                                        | 3.8                                                        | 17.9                                                       | 46.3                                                       | 112.2                                                      | 165.0                                                      | 996.9                                                      |
| Humedad relativa (%)                                       | 73.8                                                       | 78.4                                                       | 82.0                                                       | 82.4                                                       | 81.8                                                       | 78.9                                                       | 69.5                                                       | 56.1                                                       | 50.6                                                       | 57.0                                                       | 63.5                                                       | 69.8                                                       | 70.3                                                       |
| Fuente: Servicio Meteorológico Nacional                    |                                                            |                                                            |                                                            |                                                            |                                                            |                                                            |                                                            |                                                            |                                                            |                                                            |                                                            |                                                            |                                                            |

## Composición social
La composición social de Tartagal se caracteriza por su diversidad cultural y su población heterogénea.
En este municipio habitan ocho etnias aborígenes: matacos, chiriguanos, chanés, quechuas, chorotes, chulupíes, aymaras y tobas.
Otro elemento importante de su conformación social es el componente migratorio que se suma a su población: Tartagal fue el principal destino de la inmigración de la población campesino-ganadera del oriente (comúnmente conocidos como "chaqueños"), que se afincaron, al igual que los aborígenes, en barrios periféricos de la ciudad. Por su cercanía con Bolivia, existe una gran cantidad de habitantes que son de origen boliviano, y también cuenta con otras importantes comunidades extranjeras: entre las principales, la sirio-libanesa, la paraguaya y la española.

## Población
El censo del año 2010 determinó que la ciudad de Tartagal cuenta con una población de aproximadamente 64.530 habitantes, siendo de este modo la tercera ciudad más poblada de la provincia, solo superada por la Capital provincial y por la ciudad de San Ramón de la Nueva Orán. Según los resultados provisorios del último censo del año 2022 y el porcentaje correspondiente a la población de ciudad de Tartagal obtenido a partir del total del Departamento San Martín publicado en 2010, se puede estimar un aproximado de 71.100 habitantes en 2022.

## Fuerzas Armadas y de Seguridad

### Guarnición
| Unidades de la Guar Ej Tartagal                                          | Abreviatura   |
| ------------------------------------------------------------------------ | ------------- |
| Regimiento de Infantería de Monte 28 «Generala Juana Azurduy de Padilla» | RI Mte 28     |
| Compañía de Cazadores de Monte 17                                        | Ca Caz Mte 17 |

| Unidades                                            | Abreviatura    |
| --------------------------------------------------- | -------------- |
| Base Aérea Militar de Despliegue Operativo Tartagal | BAMDO Tartagal |

### Gendarmería Nacional Escuadrón 52
- En 1938, el Poder Ejecutivo Nacional promulga la ley 12.367, creando y organizando la Gendarmería Nacional. La Gendarmería patrulla la frontera noroeste con Bolivia, para controlar el contrabando y el ingreso de inmigrantes clandestinos. Hasta 1953 tuvo función policial, entre otras facultades y obligaciones de su ley de creación. El 20 de enero de 1947, por decreto provincial 804, se estableció un acuerdo con la Gendarmería Nacional para actuar en la Sección Tartagal.

## Sismicidad
La sismicidad del área de Salta es frecuente y de intensidad baja, y un silencio sísmico de terremotos medios a graves cada 40 años.
- Sismo de 1930: aunque dicha actividad geológica catastrófica ocurre desde épocas prehistóricas, el terremoto del 24 de diciembre de 1930 (94 años)[21] señaló un hito importante dentro de la historia de eventos sísmicos jujeños, con 6,4 grados en la escala de Richter. Pero nada cambió, extremando cuidados o restringiendo códigos de construcción.[20]
- Sismo de 1948: el 25 de agosto de 1948 (76 años) con 7,0 Richter, el cual destruyó edificaciones y abrió numerosas grietas en una extensa área.[21][20]

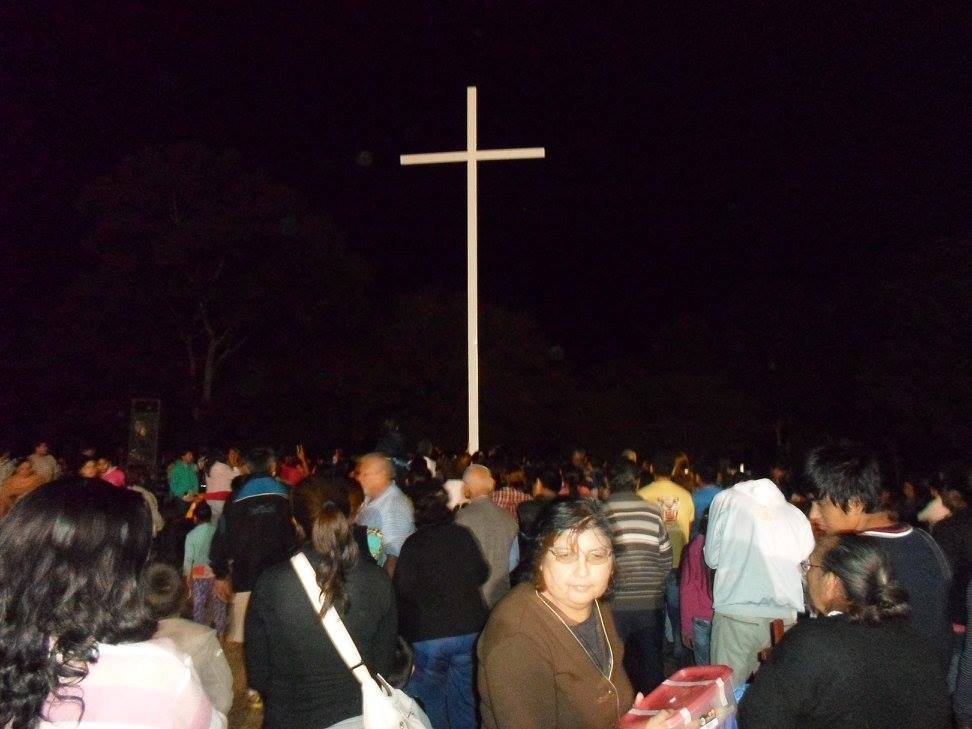

- Sismo de 2010: el 27 de febrero de 2010 (15 años), con 6,1 Richter.

## Religión

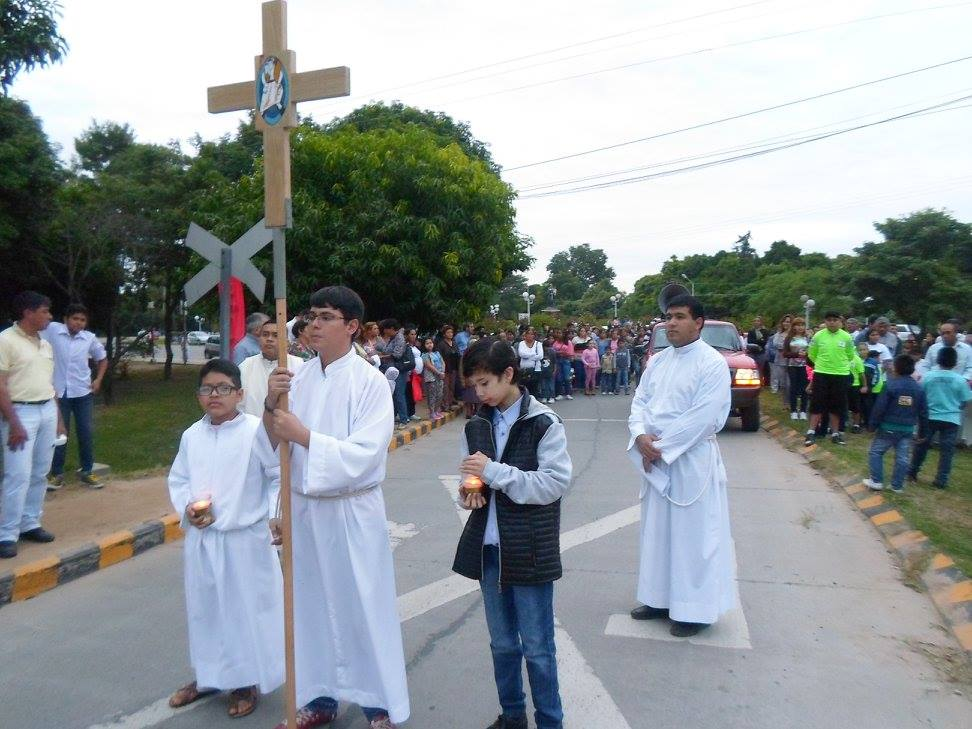

La religión de los habitantes, al igual que en la provincia de Salta, es principalmente católica, existiendo un gran número de iglesias repartidas por toda la ciudad. Durante los últimos años también ha crecido la presencia de las iglesias evangélicas, mayormente con pequeños centros de culto en los barrios de la periferia y las comunidades originarias. También se encuentra una capilla de la Iglesia Ortodoxa, y pequeñas colectividades judías e islámicas. 
| Diócesis   | Nueva Orán                                   |
| ---------- | -------------------------------------------- |
| Parroquias | La Santa Cruz, San Ramón Nonato, La Purísima |